# Rewrite Original SoundTrack
『Rewrite Original Soundtrack』（リライト・オリジナル・サウンドトラック）は、Key Sounds Labelから発売されたサウンドトラック。

## 概要
パソコンゲーム『Rewrite』のサウンドトラック。ゲーム中で使用されたBGMに合わせ、各テーマソングのフルコーラス版に加えた全63曲を収録。折戸は本作の楽曲を制作するうえで、都乃河をイメージした曲を聞きながら内容を固める手法をとっている。

## 収録曲
太字はボーカル曲。

### Disc 1
1. Philosophyz
  - 作詞：都乃河勇人 / 作曲：折戸伸治 / 編曲：MintJam / 歌：水谷瑠奈
  - ファーストオープニングテーマ。
2. 旅
  - 作曲：麻枝准 / 編曲：ANANT-GARDE EYES
  - 「渡りの詩」と「CANOE」のインスト曲。
3. 芽吹き
  - 作曲・編曲：水月陵
4. Fertilizer
  - 作曲：折戸伸治 / 編曲：井内舞子
5. 花蕾
  - 作曲・編曲：井内舞子
6. 果実
  - 作曲・編曲：水月陵
7. Raised Bed
  - 作曲・編曲：水月陵
8. ニリンソウ
  - 作曲・編曲：細井聡司
  - ヒロイン・神戸小鳥のテーマ曲。
9. アサガオ
  - 作曲・編曲：井内舞子
  - ヒロイン・鳳ちはやのテーマ曲。
10. アンスリウム
  - 作曲・編曲：水月陵
  - ヒロイン・千里朱音のテーマ曲。
11. カーネーション
  - 作曲：折戸伸治 / 編曲：井内舞子
  - ヒロイン・中津静流のテーマ曲。
  - 「恋歌」と「恋文」のインスト曲。
12. サンブライト
  - 作曲：折戸伸治 / 編曲：MintJam
  - ヒロイン・此花ルチアのテーマ曲。
13. ヒナギク
  - 作曲・編曲：井内舞子
  - ヒロイン・篝のテーマ曲。
14. Honesty
  - 作曲：折戸伸治 / 編曲：井内舞子
  - 「偽らない君へ」のインスト曲。
15. 深層森林
  - 作曲・編曲：井内舞子
16. Exploration
  - 作曲・編曲：折戸伸治
17. 凍土
  - 作曲・編曲：細井聡司
18. 褐斑病
  - 作曲・編曲：井内舞子
19. 綿帽子
  - 作曲・編曲：細井聡司
20. DIS is a Pain
  - 作曲・編曲：折戸伸治
21. Eruptible
  - 作曲・編曲：折戸伸治
22. 闇の彼方へ
  - 作詞・作曲・編曲：塚越雄一朗 / 歌：水谷瑠奈
  - 神戸小鳥、鳳ちはや、此花ルチアルートのエンディングテーマ。

### Disc 2
1. Rewrite
  - 作詞・作曲：YOFFY / 編曲：大石憲一郎 / 歌：サイキックラバー
  - セカンドオープニングテーマ。
2. Retribution
  - 作曲・編曲：折戸伸治
3. Potted One
  - 作曲・編曲：井内舞子
4. YO-SHI-NO
  - 作曲・編曲：折戸伸治
5. Sorrowless
  - 作曲：折戸伸治 / 編曲：井内舞子
6. 揺葉
  - 作曲：折戸伸治 / 編曲：井内舞子
7. 散花
  - 作曲・編曲：水月陵
8. 幻境
  - 作曲・編曲：水月陵
9. 刈り
  - 作曲・編曲：井内舞子
10. Scene of Carnage
  - 作曲・編曲：井内舞子
11. Scene of Carnage Aggressiveness
  - 作曲・編曲：井内舞子
12. Phobic
  - 作曲・編曲：細井聡司
13. Phobia
  - 作曲・編曲：細井聡司
14. Scene Shifts There
  - 作曲・編曲：水月陵
15. 黒星病
  - 作曲・編曲：細井聡司
16. 枯死
  - 作曲・編曲：細井聡司
17. Finale
  - 作曲・編曲：井内舞子
18. Reply
  - 作曲：折戸伸治 / 編曲：水月陵
19. Toxoplasma
  - 作曲・編曲：細井聡司
20. 実り
  - 作曲・編曲：水月陵
21. Philosophy of Ours
  - 作曲：折戸伸治 / 編曲：Manack
  - 「Philosophyz」のインスト曲。
22. Philosophy of Yours
  - 作曲・編曲：折戸伸治
  - 「Philosophyz」のインスト曲。
23. Exploration2 Symphonic
  - 作曲：折戸伸治 / 編曲：Manack

### Disc 3
1. Philosophyz -GT Ver.-
  - 作曲：折戸伸治 / 編曲：MintJam
  - 「Philosophyz」のインスト曲。
2. Rewrite (instrumental)
  - 作曲：YOFFY / 編曲：大石憲一郎
  - 「Rewrite」のインスト曲。
3. Remembrance
  - 作曲：折戸伸治 / 編曲：Manack
4. 大地
  - 作曲・編曲：細井聡司
5. Radiance
  - 作曲・編曲：細井聡司
6. 恋歌
  - 作詞：都乃河勇人 / 作曲：折戸伸治 / 編曲：MANYO / 歌：やなぎなぎ
  - 中津静流ルートの挿入歌。
7. 恋文
  - 作詞：都乃河勇人 / 作曲：折戸伸治 / 編曲：MANYO / 歌：やなぎなぎ
  - 中津静流ルートのエンディングテーマ。
8. 偽らない君へ
  - 作詞：竜騎士07 / 作曲：折戸伸治 / 編曲：森藤昌司 / 歌：やなぎなぎ
  - 千里朱音ルートのエンディングテーマ・此花ルチアルートの挿入歌。
9. 渡りの詩
  - 作詞・作曲：麻枝准 / 編曲：ANANT-GARDE EYES / 歌：多田葵
  - MOON篇の挿入歌。
10. CANOE
  - 作詞：麻枝准・田中ロミオ / 作曲：麻枝准 / 編曲：ANANT-GARDE EYES / 歌：多田葵
  - TERRA篇のエンディングテーマ。
11. ヒナギク -orgel ver.-
  - 作曲：井内舞子 / 編曲：どんまる
12. Philosophyz -game size ver.-
  - 作詞：都乃河勇人 / 作曲：折戸伸治 / 編曲：MintJam / 歌：水谷瑠奈
13. Rerwite -game size ver.-
  - 作詞・作曲：YOFFY / 編曲：大石憲一郎 / 歌：サイキックラバー
14. 闇の彼方へ -game size ver.-'
  - 作詞・作曲・編曲：塚越雄一朗 / 歌：水谷瑠奈
15. 恋文 -game size ver.-
  - 作詞：都乃河勇人 / 作曲：折戸伸治 / 編曲:MANYO / 歌：やなぎなぎ
16. 偽らない君へ -game size ver.-
  - 作詞：竜騎士07 / 作曲：折戸伸治 / 編曲:森藤昌司 / 歌：やなぎなぎ
17. Bonus Track〜滅びの歌〜
  - 作曲：折戸伸治
18. Bonus Track〜ルチア着信音〜
  - 作曲：折戸伸治